# Mar'janovskij rajon
Il Mar'janovskij rajon (in russo Марьяновский район?) è un rajon dell'Oblast' di Omsk, nella Russia asiatica; il capoluogo è Mar'janovka. Istituito nel 1935, ricopre una superficie di 1.700 chilometri quadrati e consta di una popolazione di circa 27.500 abitanti.